# Andrônico Camatero
Andrônico (português brasileiro) ou Andrónico (português europeu) Ducas Camatero (em grego: Ἀνδρόνικος Δούκας Καματηρός), comumente referido apenas como Andrônico Camatero, foi um aristocrata, oficial sênior e teólogo sob o imperador Manuel I Comneno (r. 1143–1180), melhor conhecido por seu tratado teológico Arsenal Sagrado.

## Família e carreira
Nascido provavelmente cerca de 1110, Andrônico Camatero foi o filho de Gregório Camatero, um homem de origem humilde mas bem educado, que reteve vários postos seniores sob os imperadores Aleixo I (r. 1081–1118) e João II Comneno (r. 1118–1143) e avançou para o alto posto de sebasto, e de Irene Ducena, provavelmente a filha do protoestrator Miguel Ducas, cuja irmã foi esposa de Aleixo I. Andrônico teve vários irmãos, mas com a exceção de um irmão Miguel, que morreu jovem, e possivelmente outro irmão chamado Teodoro, sobre cuja morte João Tzetzes compôs um epitáfio, eles são desconhecidos. O pansebasto sebasto e logóteta do dromo João Ducas Camatero também foi provavelmente seu irmão, em vez de seu filho, como Polemis afirmou. Com Andrônico e João, a família Camatero alcançou seu ápice.
Sua relação com a dinastia comnena reinante — do lato de sua mãe, Andrônico foi o segundo primo do imperador Manuel I (r. 1143–1180) — assegurou-lhe sua ascensão. Andrônico foi agraciado com o alto posto de sebasto, e em meados da década de 1150, reteve o posto relativamente sênior de mestre das petições. Ele então avançou para o posto de eparca de Constantinopla (1157–1161) e finalmente grande drungário da guarda (1166–1176), dois dos mais altos ofícios judiciais no império. Em 1161, participou de uma embaixada que dirigiu-se ao Principado de Antioquia para escoltar a segunda esposa de Manuel I, Maria de Antioquia, para Constantinopla.
Um habilidoso teólogo, desempenhou um papel proeminente nas questões religiosas de Manuel I com a Igreja; não apenas editou as discussões teológicas de Manuel como parte de seu Arsenal Sagrado, mas em 1173 Manuel confiou-lhe a aplicação de um decreto imperial acerca de bispos ausentes, e em outros lugares é visto introduzindo o abade do Mosteiro de Patmos para Manuel. O momento de sua morte é desconhecido, mas foi provavelmente cerca de 1180. Ele foi casado e teve vários filhos, dos quais Basílio também ascendeu a alto ofício. De suas duas filhas conhecidas, Teodora casou-se com o megaduque Miguel Estrifno, enquanto Eufrósina casou-se com o futuro Aleixo III Ângelo (r. 1195–1203).

## Escritos
Andrônico Camatero era bem educado e teve relações com muitos dos literatos proeminentes de seu tempo: poemas lhe foram dedicados por Teodoro Pródromo e Gregório Antíoco, e ele correspondeu-se com Jorge Tornício, Eutímio Maláces, Teodoro Bálsamo e João Tzetzes, com que aparenta ter estado "em termos íntimos" (Polemis). Camatero escreveu um epigrama sobre a procissão do Espírito Santo, mas é melhor conhecido por seu Arsenal Sagrado (em grego: Ἱερὰ Ὁπλοθήκη; romaniz.: Hiera Hoplothēkē), um "uma extensa exposição dogmática e teológica sobre várias heresias", modelado sobre a Panóplia Dogmática de Eutímio Zigabeno mas expandido para incluir tratados contra os ensinamentos da Igreja Católica e da Igreja Armênia. A obra foi comissionada pelo imperador Manuel, e suas duas partes principalmente consistem do que Camatero alega ser transcrições verbatim de disputas teológicas ocorridas entre Manuel e emissários católicos e armênios em Constantinopla. Com base nesta informação, a composição do trabalho pode ser datado para o período 1172-1174.
O Arsenal Sagrado rapidamente adquiriu popularidade como o "livro mais importante que um teólogo ortodoxo podia ler de modo a enfrentar a Igreja Católica" (Bucossi) e foi mantido em alta estima por sua proposta até o século XV. Após o Segundo Concílio de Lyon em 1274, o patriarca pró-unionista João XI compôs uma refutação de seus argumentos teológicos, mas elogiou sua língua e estilo. Os trabalhos sobreviveram em dois manuscritos, o Monacense Grego 229 do século XIII, agora em Munique, e o Vêneto Marciano Grego 158 do século XIV na Biblioteca Marciana em Veneza, que pertenceu ao cardeal Basílio Bessarião. Ao menos oito outros manuscritos contêm partes da primeira metade. Uma edição crítica completa da obra ainda não foi publicada; a primeira parte, contra a Igreja Católica, foi publicada por Alessandra Bucossi como Andronicus Camaterus. Sacrum Armamentarium, Pars prima (Corpus Christianorum Series Graeca 75) Brepols, Turnhout 2010.